# Pierre Jacquet
Pour les articles homonymes, voir Jacquet.
Ne pas confondre avec Pierre Jacquet (musicien).
Pierre Jacquet, né le 14 août 1955, est un économiste français. Il est professeur de politique économique et membre du conseil scientifique de l’École des Ponts ParisTech (ENPC). Ses principaux domaines d'expertise sont l'économie internationale et la politique économique.

## Biographie

### Jeunesse et études
Pierre Jacquet est diplômé de l'École polytechnique en 1978 et de l'École des ponts et chaussées en 1981. Il appartient ainsi au corps des Ponts et Chaussées. 
Il a également effectué des séjours d'études à Harvard et au MIT.

### Parcours professionnel
Il est ingénieur de projets à la Caisse centrale de coopération économique de 1980 à 1981. 
Il travaille ensuite à l'IFRI en tant que représentant aux États-Unis entre 1981 et 1983. Il est maître de recherches en 1984, avant de devenir adjoint au directeur en 1985, puis directeur adjoint en 1993. 
De 1992 à 2002, il est le rédacteur en chef de la revue Politique étrangère. 
Il est, entre 1997 et 2006, membre du Conseil d’analyse économique auprès du Premier ministre.
Il devient directeur de la stratégie et économiste en chef à l'Agence française de développement (AFD), ainsi que président du département « Sciences humaines, économie, gestion, finance » à l’École nationale des ponts et chaussées (ENPC).
Depuis août 2012, il est président du Global Development Network, organisation internationale publique dont le siège est à New Delhi.  
Il écrit une chronique mensuelle sur les pays en développement dans Le Monde de l'économie et est éditorialiste pour Option finance. Il dirige la publication de la revue Afrique contemporaine, de la Lettre des économistes de l'AFD, ainsi que de Regards sur la Terre avec Laurence Tubiana. Il publie régulièrement des articles dans Les Echos.
Membre du Cercle des économistes, il a également enseigné l'économie à Polytechnique, à l'École des Mines de Paris, à l'Institut d'études politiques de Paris, à l'INSEAD, à l'École d'économie de Paris et à l'ENA.

## Publications
- avec G. Mignot et Jacques Loup, Les pays les plus pauvres: Quelle coopération pour quel développement ? , Paris, Economica, 1981
- avec H. Sherman, R. Brown, et D. Julius. Monetary implications of the 1992 Process, Pinter Publishers, Londres, 1990.
- avec la participation de Monique Benisty, direction de Europe 1992 : l'intégration financière, «Enjeux internationaux, Travaux et recherches de l'IFRI», Masson, 1989.
- avec Agnès Bénassy-Quéré, Benoît Cœuré et Jean Pisani-Ferry, Politique économique, De Boeck Université, 2004.
- avec Daniel Cohen et Helmut Reisen, «Beyond Grants versus Loans. How to use debt for development», article présenté lors de la conférence AFD-EUDN 2005).
- avec Jean Pisani-Ferry et Laurence Tubiana, «Gouvernance mondiale : les institutions économiques de la mondialisation», dans Gouvernance mondiale, rapport 37 du Conseil d’analyse économique, Documentation française, 2002,  (ISBN 2110050144)
- avec Wendy Dobson,  Financial Services Liberalization in the WTO, Washington DC, Institute for International Economics, 1998.
- Pétrole : Crises, marchés, politiques, avec Françoise Nicolas, collection Ramsès Point, Dunod, 1991.

### Regards sur la Terre
- dossier «Énergie & changements climatiques», Regards sur la Terre, Les Presses de Sciences Po, 2006
- dossier «Biodiversité, nature et développement», Regards sur la Terre, Les Presses de Sciences Po, 2007
- dossier «La gouvernance du développement durable», avec Rajendra K. Pachauri et Laurence Tubiana, Regards sur la Terre, Les Presses de Sciences Po, 2009
- dossier «Des villes durables», avec Laurence Tubiana, Regards sur la Terre, Les Presses de Sciences Po, 2010